# Bettenhausen (Lich)
Bettenhausen ist einer von neun Stadtteilen der Stadt Lich im mittelhessischen Landkreis Gießen und liegt vier Kilometer südlich der Kernstadt am nördlichen Rand der Wetterau.

## Ortsgeschichte

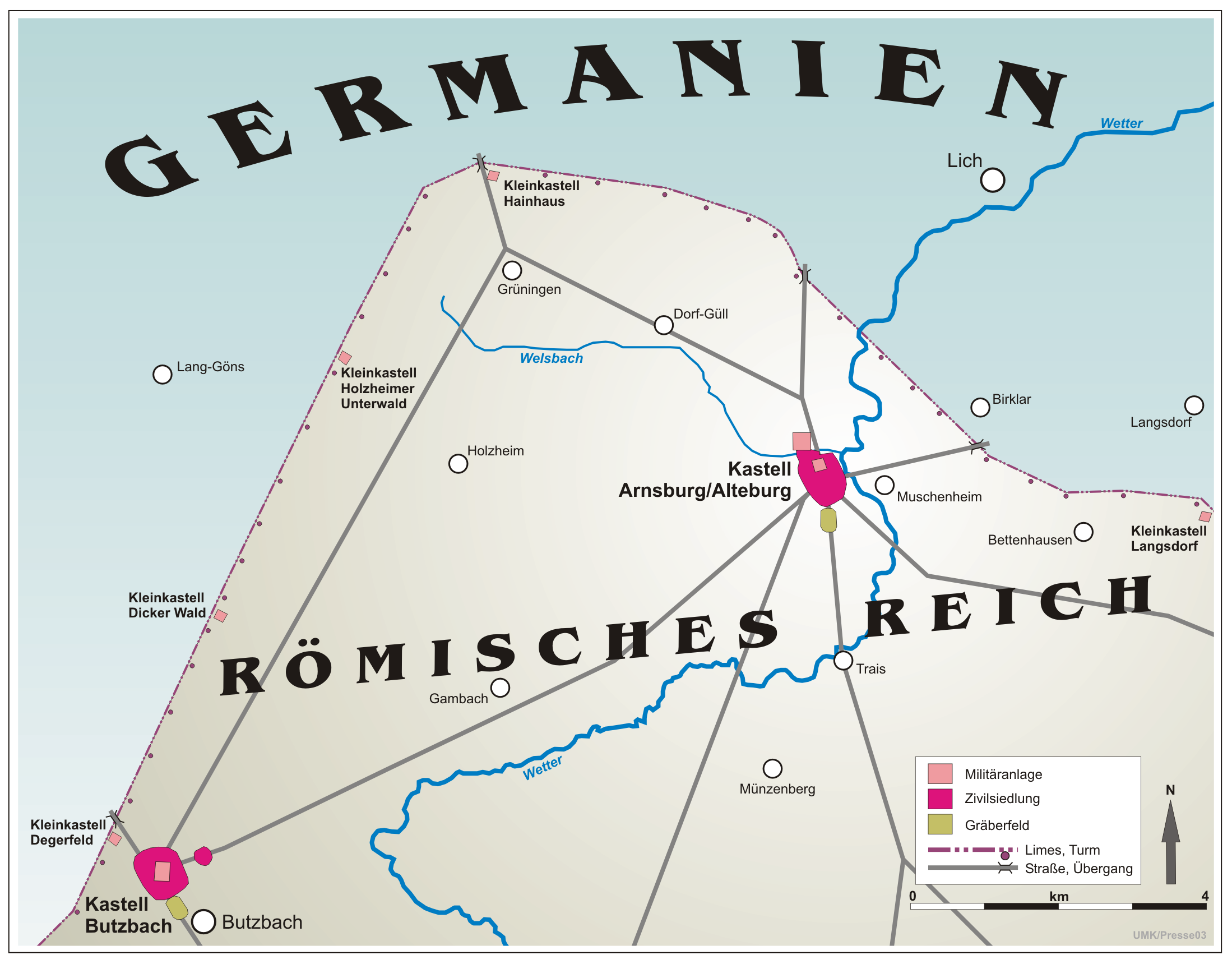
Limesverlauf in der Wetterau

### Vor- und Frühgeschichte
Fundstücke weisen auf eine Besiedlung schon in der Jungsteinzeit (4000–1200 v. Chr.) bzw. der Glockenbecherkultur hin.

### Römerzeit
Im östlichen Teil der Gemarkung Bettenhausen verlief der Teilabschnitt Wetterau-Limes des Obergermanisch-Raetischen Limes; ein sogenanntes Kleinkastell hat sich in der heutigen Flur Riesengraben befunden.

### Mittelalter
Die urkundliche Ersterwähnung von Bettenhausen stammt aus dem Lorscher Codex und datiert auf den 29. April 771:  „... in pago Wettereiba in Bettenhusen, in  uilla Lanctorp  iurnales XX...“ (im Gau Wetterau im Dorf Lanctorp). Die Schenkung stammte von Heckluith und ihrem Sohn Herkuit. Der Lorscher Codex ist ein Kopiar, das im Zeitraum von 1183 bis 1195 erstellt wurde und bereits wieder dem Kloster verloren gegangene Schenkungen aufzeichnete.
Die Namensforschung deutet den Ortsnamen als „Siedlung des Betto“. Dieser Name wurde von „Berhta“ abgeleitet.
Im 13. Jahrhundert und 14. Jahrhundert dürfte eine vom Kloster Arnsburg betreute Beginenklause im Ort bestanden haben: 1350 stifteten Kraft Ritter von Bellersheim, seine Ehefrau und sein Bruder zum Seelenheil ihrer Großmutter Getreide an die Klause zu Bettenhausen.
1350 wird ein „Dilo dictus de Bettinhusen“ (Dilo genannt von Bettenhausen) urkundlich genannt.
In einer Urkunde von 1384 heißt es:„gein Bettinhuse“. Seit 1401 fielen Muschenheim, Birklar und Bettenhausen in den Mühlenbann der Mühle von Muschenheim. In diesem Jahr erneuerte Philipp VIII. von Falkenstein die Schenkung Philipps I. von Falkenstein. Dieser hatte die Muschenheimer Mühle 1261 an das Arnsburger Kloster geschenkt.
Im Jahr 1423 fiel das zu diesem Zeitpunkt zur Grafschaft Falkenstein gehörende Bettenhausen durch Erbteilung an Bernhard von Solms.

### Neuzeit
Als größtes Unglücksdatum in der Geschichte des Ortes gilt der 5. April 1635, mitten im Dreißigjährigen Krieg: Ernst von Mansfeld, dessen Hauptquartier sich im nahegelegenen Lich befand, hatte aus nicht überliefertem Grund einige Söldner des Regimentes Spangenberg, welches in Bettenhausen im Quartier war, hinrichten lassen. Deren Kameraden gerieten darüber so in Zorn, dass sie kurzerhand das gesamte Dorf in Brand steckten. Einzig die Kirche und zwei an die steinerne Kirchhofsmauer angebaute Häuser widerstanden dem Feuer. Viele der in die benachbarten Städte Hungen und Lich geflüchteten Einwohner fielen dort der gerade grassierenden Pest zum Opfer; 1640 existierten nur mehr zehn Familien im Dorf.
Um das Jahr 1670 war Bettenhausen wieder einigermaßen aufgebaut. Etwa um diese Zeit wurde der Ort, der bislang ein Filial der Kirchgemeinde Hungen gewesen war, eigenständige Pfarrei. Im Jahre 1747, inzwischen war auch im Ort der reformierte Ritus eingeführt worden, wurde die alte Kirche aus dem 13. Jahrhundert wegen Baufälligkeit abgerissen und durch einen Neubau ersetzt, der am 29. Oktober 1748 eingeweiht wurde. Aus den alten Baurechnungen geht hervor, dass während des Baues 32 Ohm (das entspricht etwa 3200 Litern) Bier getrunken worden sind.
Ab 1657 ist Schulunterricht in Bettenhausen belegt. Lange Zeit fand er im Rathaus statt, bis 1914 ein eigenes Schulgebäude errichtet wurde. Erst mit Beginn des Schuljahres 1951/52 wurde zweiklassig unterrichtet. Seit 1964 besuchten die Kinder ab der 5. Klasse die neue Mittelpunktschule in Lich (Dietrich-Bonhoeffer-Schule); 1969 erfolgte die komplette Auflösung, die Grundschüler werden seitdem in Langsdorf beschult.
Im Jahre 1906 wurde im Gemeindeamt Bettenhausen das erste Telefon installiert. Nach einem entsprechenden Gemeinderatsbeschluss erfolgte 1913 der Anschluss an die Elektrizität. Ein gemeindeeigenes Wasserwerk ging 1908 in Betrieb.
Durch den Zuzug von Flüchtlingen aus den deutschen Ostgebieten nach dem Zweiten Weltkrieg erhöhte sich ab 1945 die Einwohnerzahl beträchtlich.
Hessische Gebietsreform (1970–1977)
Im Zuge der Gebietsreform in Hessen wurde die bis dahin selbständige Gemeinde Bettenhausen zum 31. Dezember 1971 auf freiwilliger Basis in die Stadt Lich eingegliedert. Für Bettenhausen wie für alle Stadtteile von Lich wurde ein Ortsbezirk eingerichtet.

### Verwaltungsgeschichte im Überblick
Die folgende Liste zeigt die Staaten und Verwaltungseinheiten, denen Bettenhausen angehört(e):

- vor 1742: Heiliges Römisches Reich, Grafschaft Solms-Braunfels (Anteil an der Herrschaft Münzenberg), Amt Hungen
- ab 1742: Heiliges Römisches Reich, Fürstentum Solms-Braunfels (Anteil an der Herrschaft Münzenberg), Amt Hungen
- ab 1806: Großherzogtum Hessen,[Anm. 2] Fürstentum Oberhessen, Amt Hungen (des Fürsten Solms-Braunfels)[14]
- ab 1815: Großherzogtum Hessen, Provinz Oberhessen, Amt Hungen (des Fürsten Solms-Braunfels)[15]
- ab 1820: Großherzogtum Hessen, Provinz Oberhessen, Amt Hungen[Anm. 3]
- ab 1822: Großherzogtum Hessen, Provinz Oberhessen, Landratsbezirk Hungen[16][Anm. 4]
- ab 1841: Großherzogtum Hessen, Provinz Oberhessen, Kreis Hungen
- ab 1848: Großherzogtum Hessen, Regierungsbezirk Friedberg
- ab 1852: Großherzogtum Hessen, Provinz Oberhessen, Kreis Nidda
- ab 1867: Norddeutscher Bund,[Anm. 5] Großherzogtum Hessen, Provinz Oberhessen, Kreis Nidda
- ab 1871: Deutsches Reich, Großherzogtum Hessen, Provinz Oberhessen, Kreis Nidda
- ab 1874: Deutsches Reich, Großherzogtum Hessen, Provinz Oberhessen, Kreis Gießen
- ab 1918: Deutsches Reich (Weimarer Republik), Volksstaat Hessen, Provinz Oberhessen, Kreis Gießen
- ab 1938: Deutsches Reich, Volksstaat Hessen, Landkreis Gießen[17][Anm. 6]
- ab 1945: Amerikanische Besatzungszone,[Anm. 7] Groß-Hessen, Regierungsbezirk Darmstadt, Landkreis Gießen
- ab 1946: Amerikanische Besatzungszone, Hessen, Regierungsbezirk Darmstadt, Landkreis Gießen
- ab 1949: Bundesrepublik Deutschland, Hessen, Regierungsbezirk Darmstadt, Landkreis Gießen
- ab 1972: Bundesrepublik Deutschland, Hessen, Regierungsbezirk Darmstadt, Landkreis Gießen, Stadt Lich[Anm. 8]
- ab 1977: Bundesrepublik Deutschland, Hessen Regierungsbezirk Darmstadt, Lahn-Dill-Kreis, Stadt Lich
- ab 1979: Bundesrepublik Deutschland, Hessen,  Regierungsbezirk Darmstadt, Landkreis Gießen, Stadt Lich
- ab 1981: Bundesrepublik Deutschland, Hessen, Regierungsbezirk Gießen, Landkreis Gießen, Stadt Lich

### Gerichte seit 1803
In der Landgrafschaft Hessen-Darmstadt wurde mit Ausführungsverordnung vom 9. Dezember 1803 das Gerichtswesen neu organisiert. Für das Fürstentum Oberhessen (ab 1815 Provinz Oberhessen) wurde das „Hofgericht Gießen“ eingerichtet. Es war für normale bürgerliche Streitsachen Gericht der zweiten Instanz, für standesherrliche Familienrechtssachen und Kriminalfälle die erste Instanz. Übergeordnet war das Oberappellationsgericht Darmstadt. Die Rechtsprechung der ersten Instanz wurde durch die Ämter bzw. Standesherren vorgenommen und somit war für Bettenhausen ab 1806 das „Patrimonialgericht der Fürsten Solms-Braunfels“ in Hungen zuständig. Nach der Gründung des Großherzogtums Hessen 1806 wurden die Aufgaben der ersten Instanz 1821–1822 im Rahmen der Trennung von Rechtsprechung und Verwaltung auf die neu geschaffenen Land- bzw. Stadtgerichte übertragen. Ab 1822 ließen die Fürsten Solms-Braunfels ihre Rechte am Gericht durch das Großherzogtum Hessen in ihrem Namen ausüben. „Landgericht Hungen“ war daher die Bezeichnung für das erstinstanzliche Gericht, das für Bettenhausen zuständig war. Auch auf sein Recht auf die zweite Instanz, die durch die Justizkanzlei in Hungen ausgeübt wurde verzichtete der Fürst 1823. Erst infolge der Märzrevolution 1848 wurden mit dem „Gesetz über die Verhältnisse der Standesherren und adeligen Gerichtsherren“ vom 15. April 1848 die standesherrlichen Sonderrechte endgültig aufgehoben.
Anlässlich der Einführung des Gerichtsverfassungsgesetzes mit Wirkung vom 1. Oktober 1879, infolge derer die bisherigen großherzoglich hessischen Landgerichte durch Amtsgerichte an gleicher Stelle ersetzt wurden, während die neu geschaffenen Landgerichte nun als Obergerichte fungierten, kam es zur Umbenennung in „Amtsgericht Lich“ und Zuteilung zum Bezirk des Landgerichts Gießen.
Mit Wirkung vom 1. Januar 1882 wurde die Gemeinde Bettenhausen dem Amtsgericht Lich zugeteilt. Am 1. Juni 1934 wurde das Amtsgericht Lich aufgelöst und Bettenhausen  dem Amtsgericht Gießen zugeteilt.

## Bevölkerung
Einwohnerstruktur 2011
Nach den Erhebungen des Zensus 2011 lebten am Stichtag dem 9. Mai 2011 in Bettenhausen 510 Einwohner. Darunter waren 18 (3,5 %) Ausländer. Nach dem Lebensalter waren 111 Einwohner unter 18 Jahren, 219 zwischen 18 und 49, 90 zwischen 50 und 64 und 83 Einwohner waren älter. Die Einwohner lebten in 201 Haushalten. Davon waren 57 Singlehaushalte, 45 Paare ohne Kinder und 69 Paare mit Kindern, sowie 27 Alleinerziehende und 3 Wohngemeinschaften. In 36 Haushalten lebten ausschließlich Senioren und in 135 Haushaltungen lebten keine Senioren.
Einwohnerentwicklung
| • 1698: 203 Einwohner |

| Bettenhausen: Einwohnerzahlen von 1834 bis 2020 | Bettenhausen: Einwohnerzahlen von 1834 bis 2020 | Bettenhausen: Einwohnerzahlen von 1834 bis 2020 | Bettenhausen: Einwohnerzahlen von 1834 bis 2020 | Bettenhausen: Einwohnerzahlen von 1834 bis 2020 |
| --- | ----------------------------------------------- | ----------------------------------------------- | ----------------------------------------------- | ----------------------------------------------- |
| Jahr |                                                 |                                                 |                                                 | Einwohner                                       |
| 1834 | 1834                                            |                                                 | 433                                             | 433                                             |
| 1840 | 1840                                            |                                                 | 447                                             | 447                                             |
| 1846 | 1846                                            |                                                 | 447                                             | 447                                             |
| 1852 | 1852                                            |                                                 | 434                                             | 434                                             |
| 1858 | 1858                                            |                                                 | 407                                             | 407                                             |
| 1864 | 1864                                            |                                                 | 407                                             | 407                                             |
| 1871 | 1871                                            |                                                 | 407                                             | 407                                             |
| 1875 | 1875                                            |                                                 | 395                                             | 395                                             |
| 1885 | 1885                                            |                                                 | 418                                             | 418                                             |
| 1895 | 1895                                            |                                                 | 370                                             | 370                                             |
| 1905 | 1905                                            |                                                 | 361                                             | 361                                             |
| 1910 | 1910                                            |                                                 | 366                                             | 366                                             |
| 1925 | 1925                                            |                                                 | 363                                             | 363                                             |
| 1939 | 1939                                            |                                                 | 326                                             | 326                                             |
| 1946 | 1946                                            |                                                 | 547                                             | 547                                             |
| 1950 | 1950                                            |                                                 | 520                                             | 520                                             |
| 1956 | 1956                                            |                                                 | 407                                             | 407                                             |
| 1961 | 1961                                            |                                                 | 374                                             | 374                                             |
| 1967 | 1967                                            |                                                 | 370                                             | 370                                             |
| 1970 | 1970                                            |                                                 | 401                                             | 401                                             |
| 1980 | 1980                                            |                                                 | ?                                               | ?                                               |
| 1988 | 1988                                            |                                                 | 466                                             | 466                                             |
| 2000 | 2000                                            |                                                 | ?                                               | ?                                               |
| 2008 | 2008                                            |                                                 | 535                                             | 535                                             |
| 2011 | 2011                                            |                                                 | 510                                             | 510                                             |
| 2015 | 2015                                            |                                                 | 522                                             | 522                                             |
| 2020 | 2020                                            |                                                 | 526                                             | 526                                             |
| Datenquelle: Historisches Gemeindeverzeichnis für Hessen: Die Bevölkerung der Gemeinden 1834 bis 1967. Wiesbaden: Hessisches Statistisches Landesamt, 1968. Weitere Quellen: 1970:; 1988–2012:; nach 2010: Stadt Lich; Zensus 2011 |                                                 |                                                 |                                                 |                                                 |

Historische Erwerbstätigkeit
Im Jahr 1961 wurden die folgenden Erwerbspersonen gezählt: 105 in Land- und Forstwirtschaft; 38 im produzierenden Gewerbe; 30 in Handel, Verkehr und Nachrichtenübermittlung; 25 im Dienstleistungsbereich oder sonstigen Gewerbe.
Historische Religionszugehörigkeit
| • 1830: | 406 evangelische (= 100 %) Einwohner                             |
| • 1961: | 286 evangelische (= 76,5 %), 86 katholische (= 23,0 %) Einwohner |

## Politik
Für den Stadtteil Bettenhausen besteht ein Ortsbezirk (Gebiete der ehemaligen Gemeinde Bettenhausen) mit Ortsbeirat und Ortsvorsteher nach der Hessischen Gemeindeordnung.
Der Ortsbeirat besteht aus fünf Mitgliedern. Bei den Kommunalwahlen in Hessen 2021 betrug die Wahlbeteiligung zum Ortsbeirat 67,55 %. Dabei wurden gewählt: Je ein Mitglied der CDU, der SPD und der Liste „Bürger für ein lebenswertes Lich“ (BfL), sowie zwei Mitglieder der „Freien Wähler“ (FW). Der Ortsbeirat wählte Michael Rückel (FW) zum Ortsvorsteher.

## Kultur und Sehenswürdigkeiten

### Kirche

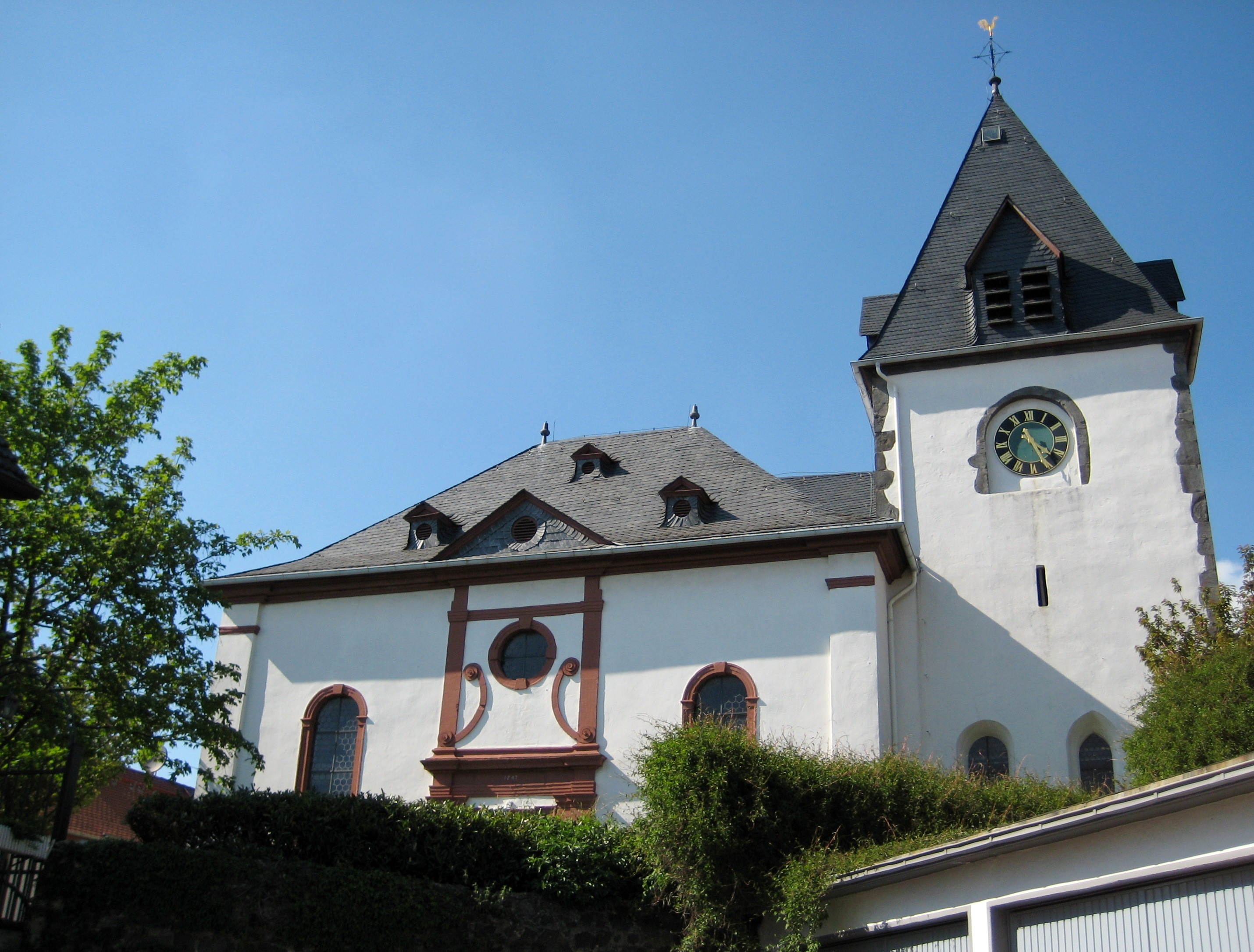
Evangelische Kirche Bettenhausen

- Evangelisch-reformierte Kirche von 1747/48 in barock-klassizistischem Übergangsstil mit Kirchturm aus der Mitte des 13. Jahrhunderts.

### Vereine
- Mit über 300 Mitgliedern sind mehr als die Hälfte der Einwohner von Bettenhausen im örtlichen Sportverein TSV Bettenhausen aktiv. Der Verein bietet ein breites Angebot von Aktivitäten an. Zudem findet jährlich ein Ortssporttag statt. Erste Vorsitzende ist z. Z. Martina Fechter.
- Der Gesangsverein Eintracht Bettenhausen, gegr. 1847, gewann bereits in mehreren Wettbewerben zahlreiche Pokale und ist regional bekannt.
- Freiwillige Feuerwehr Lich-Bettenhausen, gegr. 1938
- Landfrauenverein, gegr. 1953